# Nedaplatin
Nedaplatin (INN, được bán dưới tên thương mại Aqupla) là một loại thuốc chống ung thư dựa trên bạch kim được sử dụng cho hóa trị ung thư. Phức hợp bao gồm hai phối tử amine và dianion có nguồn gốc từ axit glycolic.
Thuốc dựa trên bạch kim được sử dụng rộng rãi như các chất chống ung thư, đặc biệt là cisplatin và carboplatin. Do các vấn đề về độc tính và số lượng tế bào ung thư kháng cisplatin, các dẫn xuất bạch kim khác đã được phát triển. Nedaplatin là một ví dụ về các loại thuốc mới như vậy.